# Khế kinh

Một tập kinh được viết trên lá Bối (một loại Cau). Hai mặt của tập kinh được ép lại bằng hai tấm gỗ – thường được trang trí rất đẹp – và hai sợi chỉ luồn qua. Các chữ của kinh được viết gắn lên những đường gân song song của lá cau, vì vậy phía trên đầu của một hàng chữ luôn luôn là một đường thẳng.

Kinh (zh. 經, sa. sūtra, pi. sutta), nguyên văn là Khế kinh (chữ Hán: 契經), còn được phiên âm là Tu-đa-la (修多羅) hay Tố-đát-lãm (素怛纜), là các bài giảng trong Phật giáo được cho là do chính đức Phật truyền dạy. Các bài giảng này được xếp vào phần Kinh tạng (sa. sūtrapiṭaka) trong bộ Tam tạng (sa. tripiṭaka).

## Khái lược
Theo truyền thống Phật giáo, Kinh ghi lại những gì chính đức Phật giảng dạy. Trong cuộc đời hơn 40 năm giảng pháp, số lượng bài giảng của đức Phật là cực kỳ lớn. Ngoài ra, tùy theo căn nguyên và lĩnh hội của các đệ tử mà tồn tại những bài giảng khác nhau. Trong quá trình truyền pháp, sự khác biệt văn hóa địa phương cũng ảnh hưởng ít nhiều về các diễn giảng ý nghĩa dẫn đến những bất đồng trong cách hiểu bài giảng của Phật. Vì vậy, sau khi Phật nhập diệt, các đại đệ tử của ông đã tập hợp tại Đại hội kết tập kinh điển Phật giáo lần thứ nhất, nhằm kiểm điểm lại các bài giảng của vị Bổn sư. A-nan-đà, một đệ tử của Phật, vốn sở hữu trí nhớ phi thường, được Tăng đoàn yêu cầu thuật lại những bài giảng của Phật mà ông đã được nghe. Tất cả các A-la-hán có mặt trong đại hội kết tập này sau đó đã tụng thuộc lòng để bảo tồn nội dung thống nhất các bài giảng này.
Hình thái bảo tồn bằng trí nhớ này phù hợp với điều kiện chữ viết còn sơ khai và phương tiện ghi chép còn chưa hiệu quả. Tuy nhiên nhược điểm lớn nhất của phương pháp này là khả năng lưu giữ không được đồng nhất, nhất là với số lượng bài giảng rất lớn, dẫn đến sự khác biệt hình thành theo thời gian về nội dung bài giảng giữa các tăng sĩ. Vì vậy, vào khoảng 400 năm sau khi Phật nhập diệt, các bài kinh bắt đầu được ghi lại bằng chữ viết, bằng tiếng Pali (đối với Phật giáo Nam truyền) hay tiếng Phạn (đối với Phật giáo Bắc truyền). Nếu như Phật giáo Nam truyền vẫn trung thành với kinh điển tiếng Pali qua nhiều thế hệ, thì Phật giáo Bắc truyền khi được truyền bá đến Trung Hoa và Tây Tạng đã dịch các bản kinh tiếng Phạn sang ra chữ Hán và chữ Tạng, nhờ đó thâm nhập sau rộng vào văn hóa bản địa hoặc ở những vùng văn hóa quyển có ảnh hưởng.
Vào thời hiện đại, với phong trào chấn hưng Phật giáo, xu hướng dịch kinh điển Phật giáo bằng ngôn ngữ bản địa nhằm thâm nhập sâu vào giới bình dân càng được đẩy mạnh (như Phong trào chấn hưng Phật giáo Việt Nam). Thậm chí, nhiều học giả còn dịch các kinh điển này ra những ngôn ngữ Tây phương để giới thiệu với phương Tây một bộ môn triết học và văn hóa đặc biệt của phương Đông, qua đó truyền bá các tư tưởng Phật giáo lan rộng trên toàn thế giới.

## Các nội dung chính
Khởi đầu các bộ kinh thường được bắt đầu bằng câu "Tôi nghe như vầy..." (sa. evaṃ śrute mayā, zh. 如是我聞, Hán Việt: Như thị ngã văn), là lời thuật của A-nan-đà. Sau câu này, thường thường nội dung kinh kể lại buổi nói chuyện đó gồm có người tham dự, nơi chốn, thời gian. Sau đó là những lời khai thị của Phật, có khi là những cuộc đối thoại sinh động.
Do đặc tính ban đầu là ghi nhớ kinh bằng hình thức tụng thuộc lòng, nên lối hành văn của kinh súc tích nhưng giản đơn, dễ hiểu, có tính giáo khoa. Kinh thường sử dụng các thí dụ và so sánh, ẩn dụ. Có khi kinh nhắc lại quá đầy đủ các yếu tố trong bài giảng tạo ra sự trùng điệp nhiều lần để cho người tụng dễ thuộc hơn. Mỗi một kinh là một bài riêng biệt, xử lý một vấn đề riêng biệt.
Các kinh Nam-tông được viết bằng văn hệ Pāli, trong Bộ kinh (pi. nikāya). Các bộ này trong văn hệ chữ Phạn có tên là A-hàm (sa. āgama). Kinh Bắc-tông được viết bằng tiếng Phạn, nhưng ngày nay phần lớn cũng đã thất lạc, chỉ còn bản dịch bằng chữ Hán hoặc Tây Tạng. Các kinh Bắc-tông có thể được xem là phát khởi giữa thế kỉ thứ nhất trước CN và thứ sáu CN. Các kinh này cũng bắt đầu bằng câu "Tôi nghe như vầy..." và ghi rõ danh xưng, nơi chốn thời gian. 

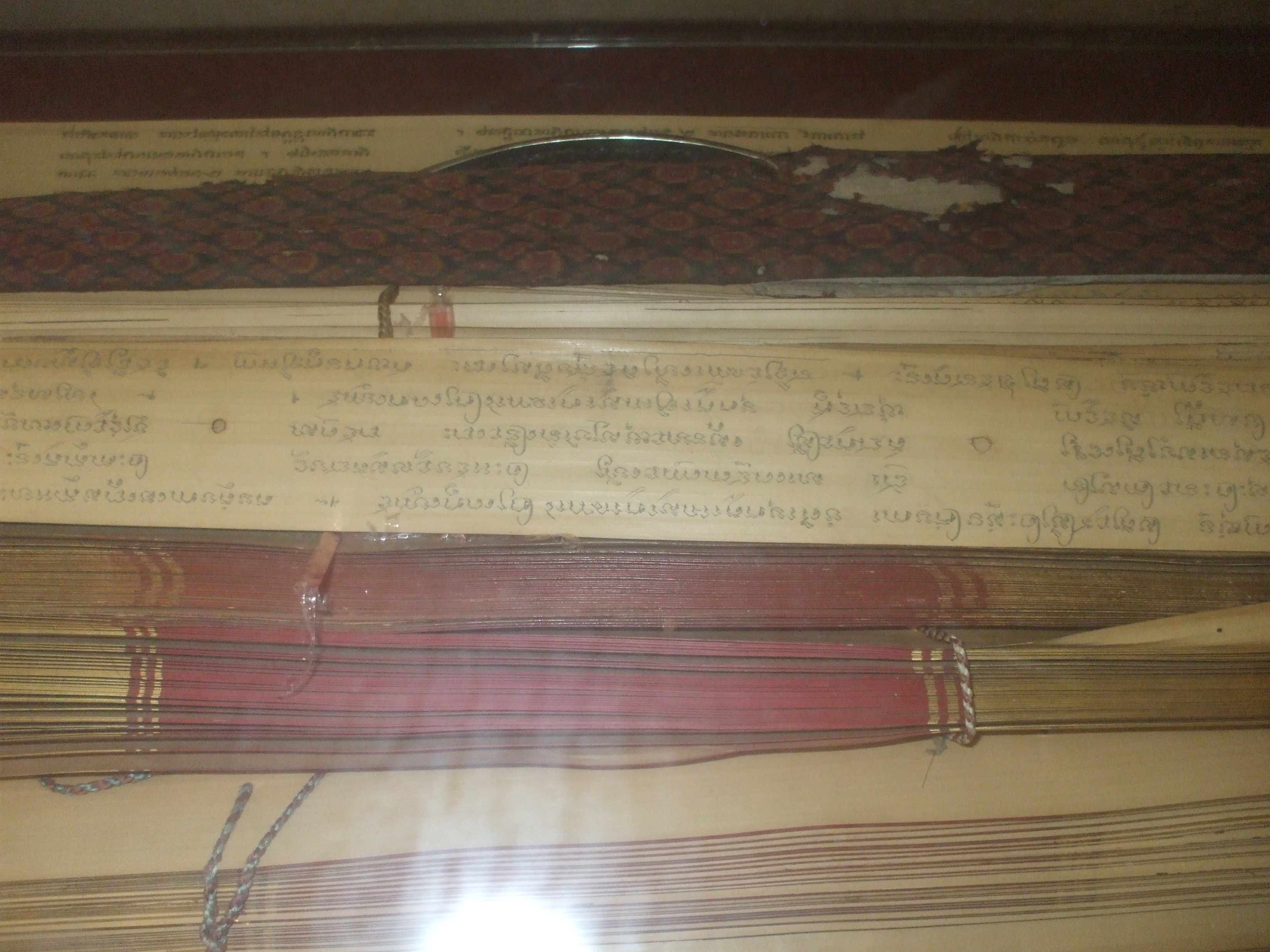
Kinh Phật được chép trên lá, hiện lưu giữ trong hoàng cung Campuchia.

Trong "rừng" kinh sách Phật giáo người ta có thể phân biệt hai hướng sau đây:
7.Kinh dựa trên Tín tâm (sa. śraddhā), nói về thế giới quan Phật giáo, quan niệm Bồ Tát cũng như nhấn mạnh lên lòng thành tâm của người nghe. Hướng này có lẽ xuất xứ từ Bắc Ấn. Trong những bộ kinh này, ta thấy rất nhiều điều huyền bí, cách miêu tả trùng trùng điệp điệp.
8.Kinh nhắc lại các vị Phật và Bồ Tát thi triển nhiều thần thông, qua vô lượng thế giới, không gian và thời gian. Các vị Phật và Bồ Tát được biến thành các Báo thân (Ba thân) đầy quyền năng. Khuynh hướng này xuất phát từ Bắc-tông, vừa muốn đáp ứng tinh thần tín ngưỡng của Phật tử, vừa phù hợp với giáo pháp căn bản của mình là tính Không (sa. śūnyatā), cho rằng mọi biến hiện trong thế gian chẳng qua chỉ là huyễn giác. Qua đó thì các thần thông cũng như toàn bộ thế giới hiện tượng chỉ là Ảo ảnh.
9.Kinh có tính triết học, lý luận dựa trên quan điểm chính của Bắc-tông là tính Không. Xuất xứ các kinh này có lẽ từ miền Đông của Trung Ấn. Các loại kinh này được nhiều luận sư giảng giải khác nhau và vì vậy mà xuất phát nhiều trường phái khác nhau.
Các kinh độc lập quan trọng của Bắc-tông là: Diệu pháp liên hoa kinh (sa. saddharmapuṇḍarīka), Nhập Lăng-già kinh (sa. laṅkāvatāra), Phổ diệu kinh (hay Thần thông du hí, sa. lalitavistara), Chính định vương kinh (sa. samādhirāja), Đại thừa vô lượng thọ trang nghiêm (sa. sukhāvatī-vyūha), Hiền kiếp kinh (sa. bhadrakalpika), Phạm võng kinh (sa. brahmajāla), Đại phương quảng Phật hoa nghiêm kinh (sa. buddhāvataṃsaka), Thắng Man kinh (sa. śrīmālādevī), A-di-đà kinh (sa. amitābha), Quán vô lượng thọ kinh (sa. amitāyurdhyāna), Duy-ma-cật sở thuyết (sa. vimalakīrti-nirdeśa), Thủ-lăng-nghiêm-tam-muội kinh (sa. śūraṅgama).

## Kinh tạng Pali (Nguyên Thủy)
Kinh tạng Pali gồm năm bộ kinh: Dìgha Nikàya (Kinh Trường Bộ), Majjhima Nikàya (Kinh Trung Bộ), Samyutta Nikàya (Kinh Tương Ưng Bộ), Anguttara Nikàya (Kinh Tăng Chi Bộ), và Khuddaka Nikàya (Kinh Tiểu Bộ).
- Kinh Trường Bộ
- Kinh Trung Bộ
- Kinh Tương Ưng Bộ
- Kinh Tăng Chi Bộ
- Kinh Tiểu Bộ